# Hamburg Museum
Hamburg Museum eller på tyska Museum für Hamburgische Geschichte  är ett historiskt museum i Hamburg som öppnade 1922. Museet ligger i parken Planten un Blomen i stadsdelen Neustadt och visar staden Hamburgs historia via olika utställningar. 

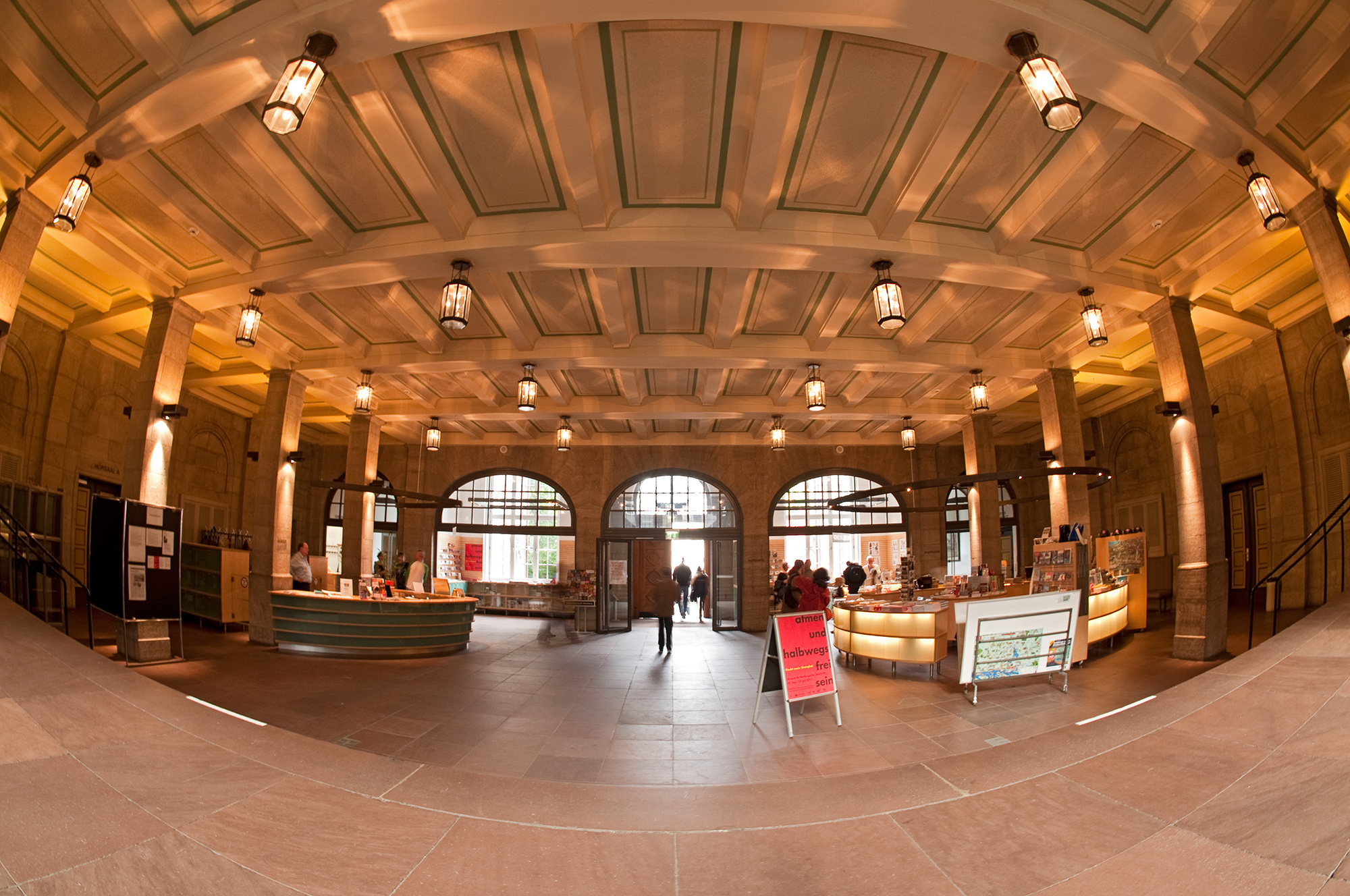
Lobbyn
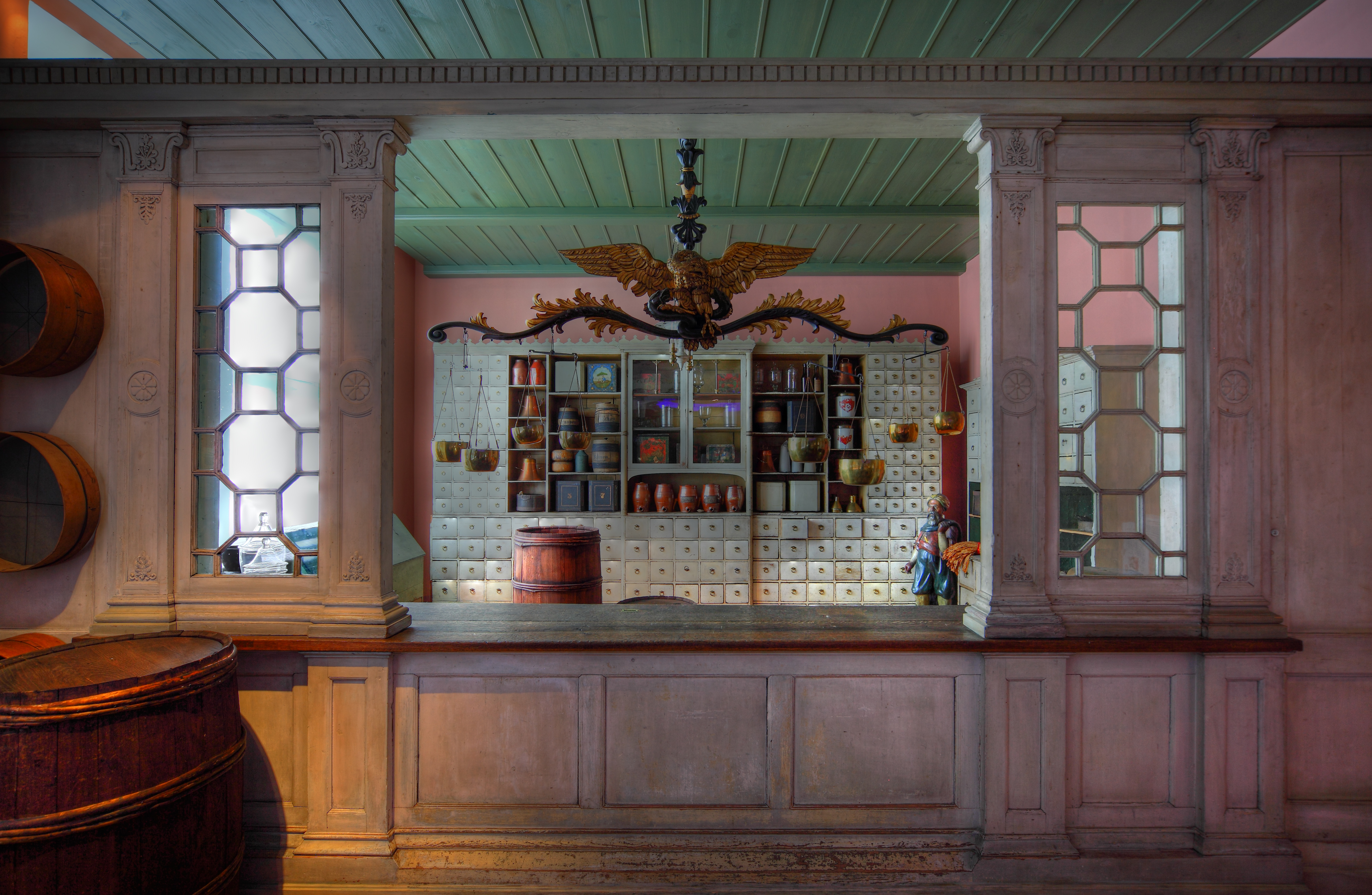
Rum från ca 1830
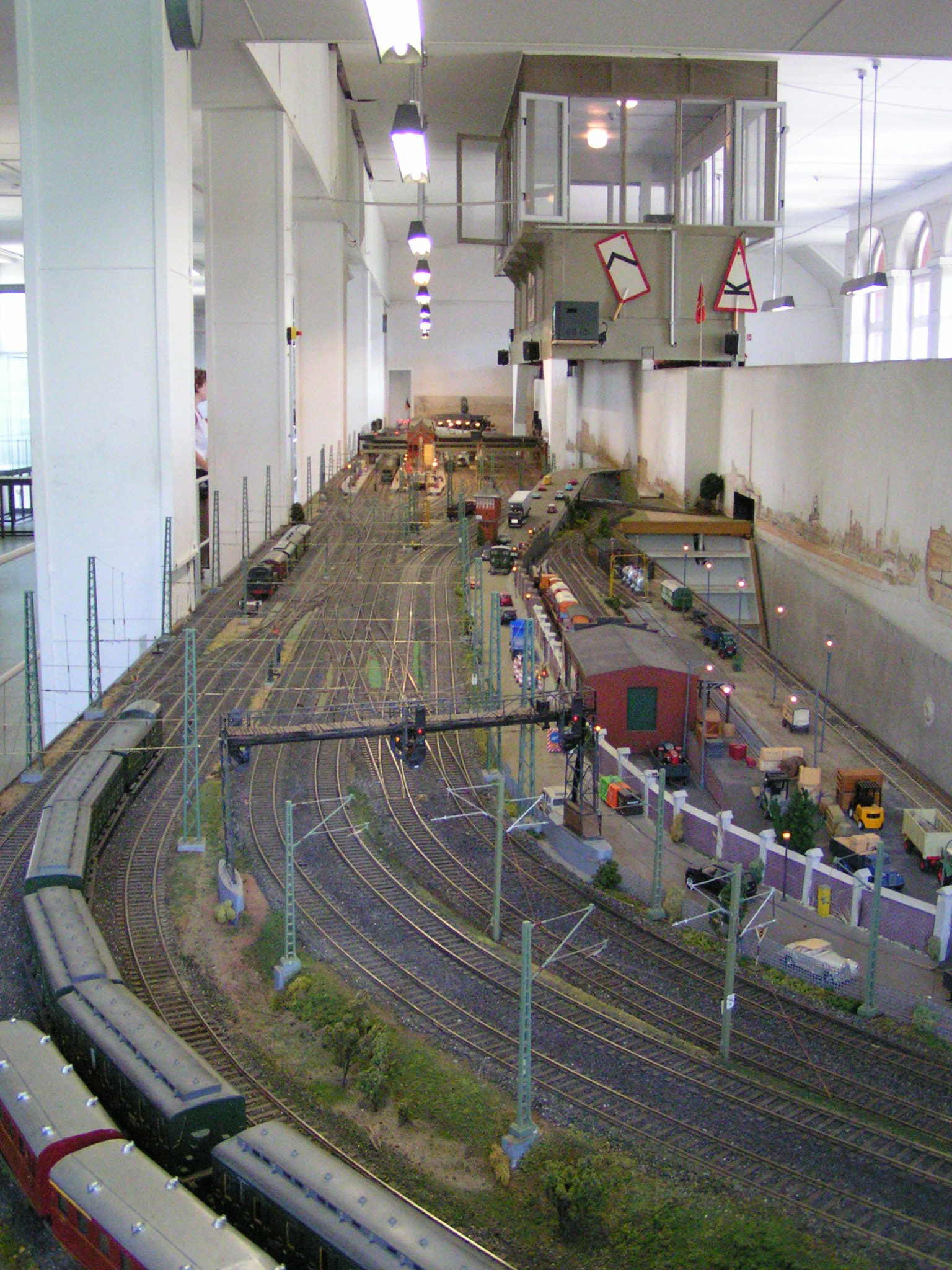
Modelljärnväg